# Bolivinellidae
Bolivinellidae es una familia de foraminíferos bentónicos de la superfamilia Loxostomatoidea, del suborden Buliminina y del orden Buliminida. Su rango cronoestratigráfico abarca desde el Eoceno hasta la Actualidad.

## Discusión
Clasificaciones previas incluían Bolivinellidae en el suborden Rotaliina y/o orden Rotaliida. Clasificaciones más modernas incluyen Bolivinellidae en la Superfamilia Cassidulinoidea.

## Clasificación
Bolivinellidae incluye a las siguientes géneros:
- Bolivinella
- Inflatobolivinella †
- Nodobolivinella †
- Punctobolivinella
- Quasibolivinella †
- Rhombobolivinella †
- Rugobolivinella

Otro género considerado en Bolivinellidae es:
- Geminaricta, aceptado como Bolivinella